# Sint-Vincentiuskerk (Buizingen)

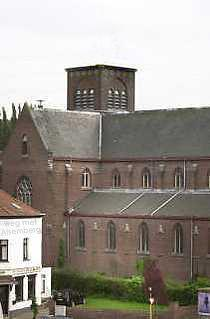
Sint-Vincentiuskerk Buizingen (Kerk zonder toren)

De Sint-Vincentiuskerk, de kerk zonder toren, is een kerk in het Belgische dorp Buizingen in Vlaams-Brabant.
Het oorspronkelijke kerkje van Buizingen stond tegenover de ingang van het toenmalige kasteel uit de 15e-17e eeuw. Door de komst van de Eizingenaars en de bevolkingsexplosie werd dit kerkje te klein voor de ruim 2000 parochianen en in 1902 werd het afgebroken. Ondertussen werd de nieuwe, grotere en huidige Sint-Vincentiuskerk gebouwd die op 11 oktober 1904 werd ingehuldigd. De toren raakte echter nooit voltooid waardoor Buizingen het tot op vandaag zonder spits moet stellen. Dit gaf dan ook aanleiding tot het gezegde: “In Buizingen zijn ze geschoren, want ze hebben een kerk maar geen toren”.
Van de parochie van Buizingen wordt reeds gesproken rond de 9e eeuw. Voor de afbraak van de voormalige kerk in 1902 was ze al eens terug opgebouwd in 1758. De huidige Sint-Vincentiuskerk is ook trots op zijn geklasseerd 18e-eeuwse Van Peteghemorgel (familie Van Peteghem). Naast het orgel zijn er ook nog andere verwijzingen terug te vinden naar de vorige kerk (verschillende beelden en een van de klokken) en ook naar de kerk van Eizingen (de tweede en nu meer dan 350 jaar oude klok).
Na de aanhoudende bevolkingstoename werd ook de Sint-Vincentiuskerk te klein om alle parochianen op te vangen. In 1951 werd daarom de Don Boscokerk gebouwd op de grens tussen Buizingen en Huizingen.